# Shelly Stokes
Shelly Stokes, född den 26 oktober 1967 i Sacramento, Kalifornien, är en amerikansk softbollspelare.
Hon tog OS-guld i samband med de olympiska softboll-turneringarna 1996 i Atlanta.